# Гущин, Кирилл Александрович
Кирилл Александрович Гущин (11 августа 1932 года — 4 октября 2014 года) — советский российский живописец, член Санкт-Петербургского Союза художников (до 1992 года — Ленинградской организации Союза художников РСФСР).

## Биография
Родился в Ленинграде в семье искусствоведа А. С. Гущина. В 1947—1952 годах учился в Средней художественной школе. По окончании в 1952 году поступил на живописный факультет Ленинградского института живописи, скульптуры и архитектуры имени И. Е. Репина, который окончил в 1958 году по мастерской И. Серебряного с присвоением квалификации художника живописи. Дипломная работа — картина «Весна».
Участвовал в выставках с 1958 года, экспонируя свои работы вместе с произведениями ведущих мастеров изобразительного искусства Ленинграда. Писал пейзажи, портреты, натюрморты, жанровые композиции. Член Ленинградского Союза художников с 1960 года. С 1965 преподавал в Ленинградском Высшем художественно-промышленном училище имени В. И. Мухиной. Персональные выставки в 1989 в выставочных залах Ленинградского Союза художников, в 2007 году в Государственном Русском музее. Среди произведений, созданных Гущиным, картины «Старый город», «Первый снег» (обе 1959), «Девочка на красном сюзане» (1965), «Портрет Кутфи», «Утро экспедиции» (обе 1961), «Стройка», «Городок в тайге» (обе 1962), «Снежный день», «Воспоминание о Суздале» (обе 1966), «Портрет В. Н. Сорокиной» (1970), «Окно в Полховом Майдане», «Каргопольские росписи» (обе 1973), «Игрушки Ульяны Ивановны Бабкиной» (1974), «Портрет сына» (1975), «Натюрморт с бегонией» (1976), «Филимоновские игрушки» (1977), «Изба. Весна» (1982), «Цветы и ласточка» (1984), «Апрель в Дворищах» (1985), «Грибная осень» (1988), «Голубое и розовое» (1992), «Птицы осени» (1995) и другие.
Произведения К. А. Гущина находятся в Русском музее, Третьяковской галерее, в музеях и частных собраниях в России, Германии, Франции и других странах.

## Выставки
- 1960 год (Ленинград): Выставка произведений ленинградских художников 1960 года.
- 1960 год (Ленинград): Выставка произведений ленинградских художников.
- 1961 год (Ленинград): «Выставка произведений ленинградских художников» открылась в залах Государственного Русского музея .
- 1962 год (Ленинград): "Осенняя выставка произведений ленинградских художников".
- 1965 год (Ленинград): Весенняя выставка произведений ленинградских художников.
- 1997 год (Санкт-Петербург): Связь времён. 1932—1997. Художники — члены Санкт-Петербургского Союза художников России .